# Bundesministerium der Justiz und für Verbraucherschutz

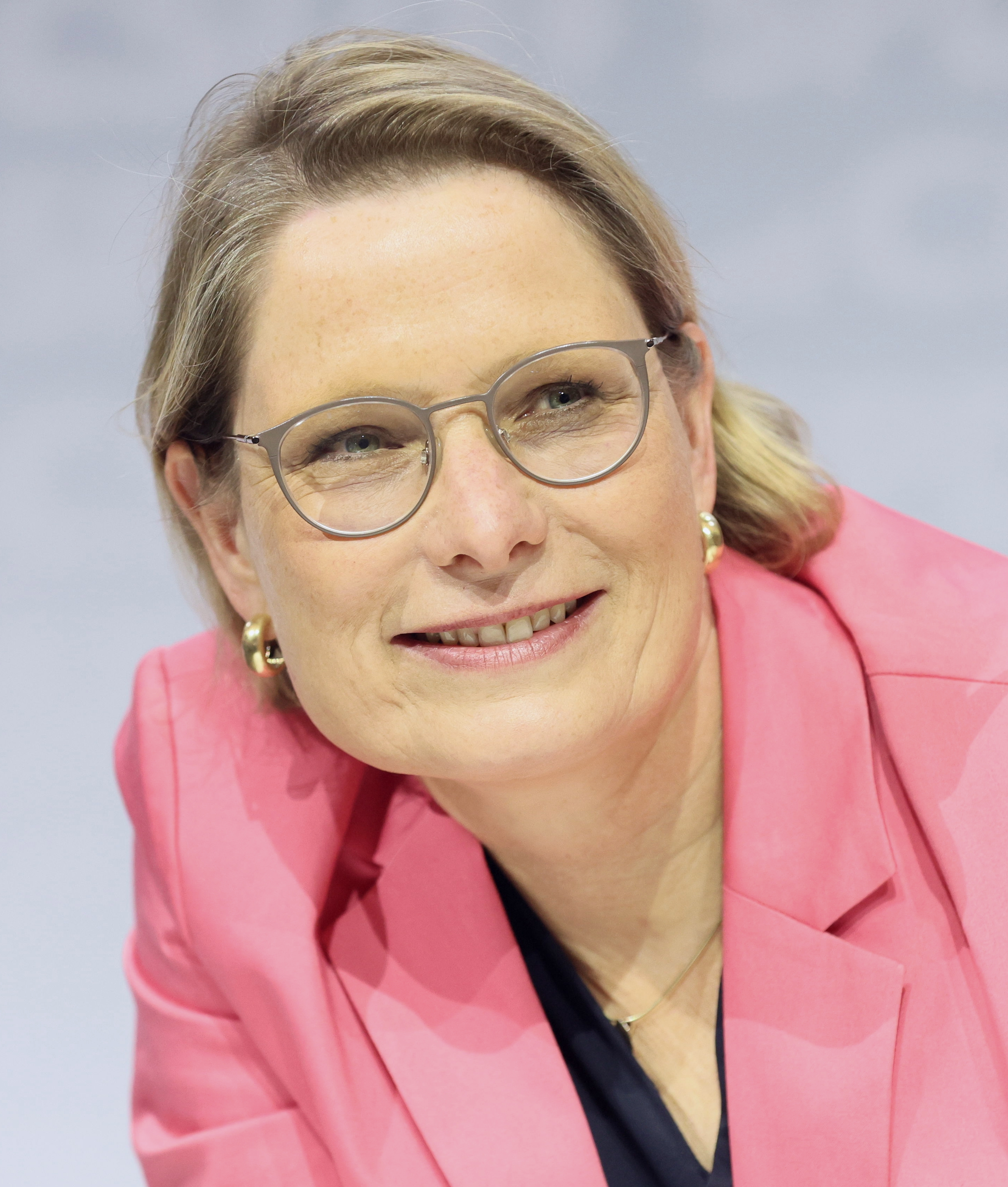
Stefanie Hubig, Bundesministerin der Justiz und Verbraucherschutz

Das Bundesministerium der Justiz und für Verbraucherschutz (BMJV) ist eine oberste Bundesbehörde der Bundesrepublik Deutschland. Es hat seinen Hauptsitz bzw. ersten Dienstsitz in Berlin und seinen zweiten Dienstsitz in der Bundesstadt Bonn. Hervorgegangen ist das am 20. September 1949 seine Tätigkeit aufnehmende Bundesministerium aus dem Reichsministerium der Justiz (bis 23. Mai 1945). Mit der Ernennung des Kabinetts Merkel III wurde das Bundesministerium der Justiz (BMJ) kraft Organisationserlass vom 17. Dezember 2013 um den Bereich Verbraucherschutz erweitert und in Bundesministerium der Justiz und für Verbraucherschutz (BMJV) umbenannt. In den Medien wurde das BMJV – je nach Fokus der Berichterstattung – häufig kurz als Bundesjustizministerium oder als Verbraucherschutzministerium bezeichnet. Im Kabinett Merz erhielt das Ministerium am 6. Mai 2025 erneut diverse Zuständigkeiten im Bereich Verbraucherschutz. Leiterin der Behörde ist die Bundesministerin der Justiz und für Verbraucherschutz; Amtsinhaberin ist seit demselben Tag Stefanie Hubig (SPD).
Dienstsitz des Ministeriums war von 1949 bis 1973 die Rosenburg in Bonn-Kessenich. Seit 1999 ist der Hauptsitz in Berlin.

## Geschichte

### Klassisches Ressort
Das Justizministerium gehört zusammen mit den Innen-, Außen-, Finanz- und Verteidigungsministerien zu den sogenannten klassischen Ressorts. Diese Bezeichnung rührt daher, dass es in der ersten deutschen Reichsregierung nur diese Geschäftsbereiche gab.
Gleichzeitig gehört es nach Art. 96 Abs. 2 GG zu den drei vom Grundgesetz vorgeschriebenen Ministerämtern (Finanzen, Justiz und Verteidigung), den sogenannten Pflichtressorts.
Das Ministerium begann 1949 mit etwa 80 Beschäftigten und hat heute über 897 Mitarbeiter (Stand: Juni 2023). Die Arbeit des Ministeriums ist in Fachabteilungen für bestimmte Rechtsgebiete (Abteilungen I bis IV), abteilungsübergreifende Zuständigkeiten (Abteilungen D und R) sowie eine Verwaltungs- und eine Leitungsabteilung unterteilt.

### Auseinandersetzung mit der nationalsozialistischen Vergangenheit
Im Januar 2012 setzte Bundesjustizministerin Sabine Leutheusser-Schnarrenberger die „Unabhängige Wissenschaftliche Kommission beim Bundesministerium der Justiz zur Aufarbeitung der NS-Vergangenheit“ aus Historikern und Juristen unter Leitung von Manfred Görtemaker und Christoph Safferling ein, die die nationalsozialistische Vergangenheit erforschen und darstellen sollte. Ein Vorbericht wurde 2013, die Ergebnisse vierjähriger Forschungsarbeit unter Einbezug aller Akten wurden 2016 veröffentlicht. Schon der Vorbericht machte folgende Feststellungen:
- Manfred Görtemaker wies auf die Statistik der Verurteilungen hin, sie zeige, dass es von 1945 bis 1986 bei 90.921 Ermittlungen nur 6.479 Verurteilungen gab.
- Ulrich Herbert stellte dar, dass Juristen bei der „vergangenheitspolitischen Selbstverteidigung“ erfolgreicher gewesen seien als andere Berufsgruppen, was aber zu den Fragen führe, was Juristen angetrieben habe, mehrfache Mörder vor Verfolgung zu schützen, ob es zur Rückkehr der alten Justizeliten in Spitzenpositionen keine Alternative gegeben habe und wie es habe gelingen können, mit einem der NS-Zeit entstammenden personellen Justizapparat ein liberales Rechtssystem zu etablieren. Herbert vermutet, der Justizapparat „habe stets nur dem Recht gedient, und zwar jeweils unter den gegebenen Umständen“.
- Joachim Rückert stellte zur Personalentwicklung fest, dass 1959 48 % des Personals und 1966 von den Abteilungsleitern sogar 60 % Parteigenossen der NSDAP gewesen seien.
- Bernd Rüthers wies auf die „weitgehende personelle Kontinuität der Funktionseliten“ hin.
- Thomas Vormbaum kommt zu dem Schluss, zu Beginn der 1950er-Jahre habe der Eifer der Verfolgung von NS-Verbrechen deutlich nachgelassen. „Juristische Konstruktionen“ hätten die Verfolgung erschwert oder verhindert.

Im Abschlussbericht und seiner offiziellen Kurzfassung wurde die erste Bestandsaufnahme bestätigt, besondere Brisanz zeigten die Ergebnisse zur Auswirkung der personellen Kontinuität auf die Rechtsprechung und Gesetzgebung der Bundesrepublik bis zum Ende der 1960er Jahre:
1. Die Strafverfolgung der NS-Täter wurde weitgehend verhindert. Die 1949 und 1953 verabschiedeten Straffreiheitsgesetze, führten dazu, dass bis 1958 praktisch alle NS-Täter wieder frei kamen. „Und es hat auch dann später dazu geführt, dass etwa 1968 mit dem sogenannten Einführungsgesetz zum Ordnungswidrigkeitengesetz praktisch alle Beihilfetaten rückwirkend 1961 verjährt waren.“[10]
2. Viele Gesetzestexte wurden nicht oder nicht gründlich vom Einfluss der nationalsozialistischen Ideologie befreit, so etwa der Mordparagraph oder der Jugendarrest.

Die genaue Recherche erwies, dass bis zu 77 % der Juristen eine Nazi-Vergangenheit hatten, dabei hatten 94 % der untersuchten Juristen in Spitzenpositionen ein Prädikatsexamen und 58 % den Doktortitel.
Eine Abteilung des Ministeriums, die 1953 ins Auswärtige Amt verlegt wurde, habe sich bis 1968 damit befasst, Verdächtige rechtzeitig zu warnen und flüchtige Täter im Ausland zu betreuen.
Bundesminister Heiko Maas zog aus den „erschreckenden Befunden“ die Konsequenz, dass dieser Teil der Geschichte Teil der Juristenausbildung werden müsse.
Bekannte Mitarbeiter dieser Zeit waren Eduard Dreher, Verantwortlicher für die nachträgliche Verjährung von Straftaten, Heinrich Ebersberg, Josef Schafheutle, Franz Massfeller, Max Merten, Walter Roemer, Hans Gawlik und Ernst Kanter.

## Zuständigkeit

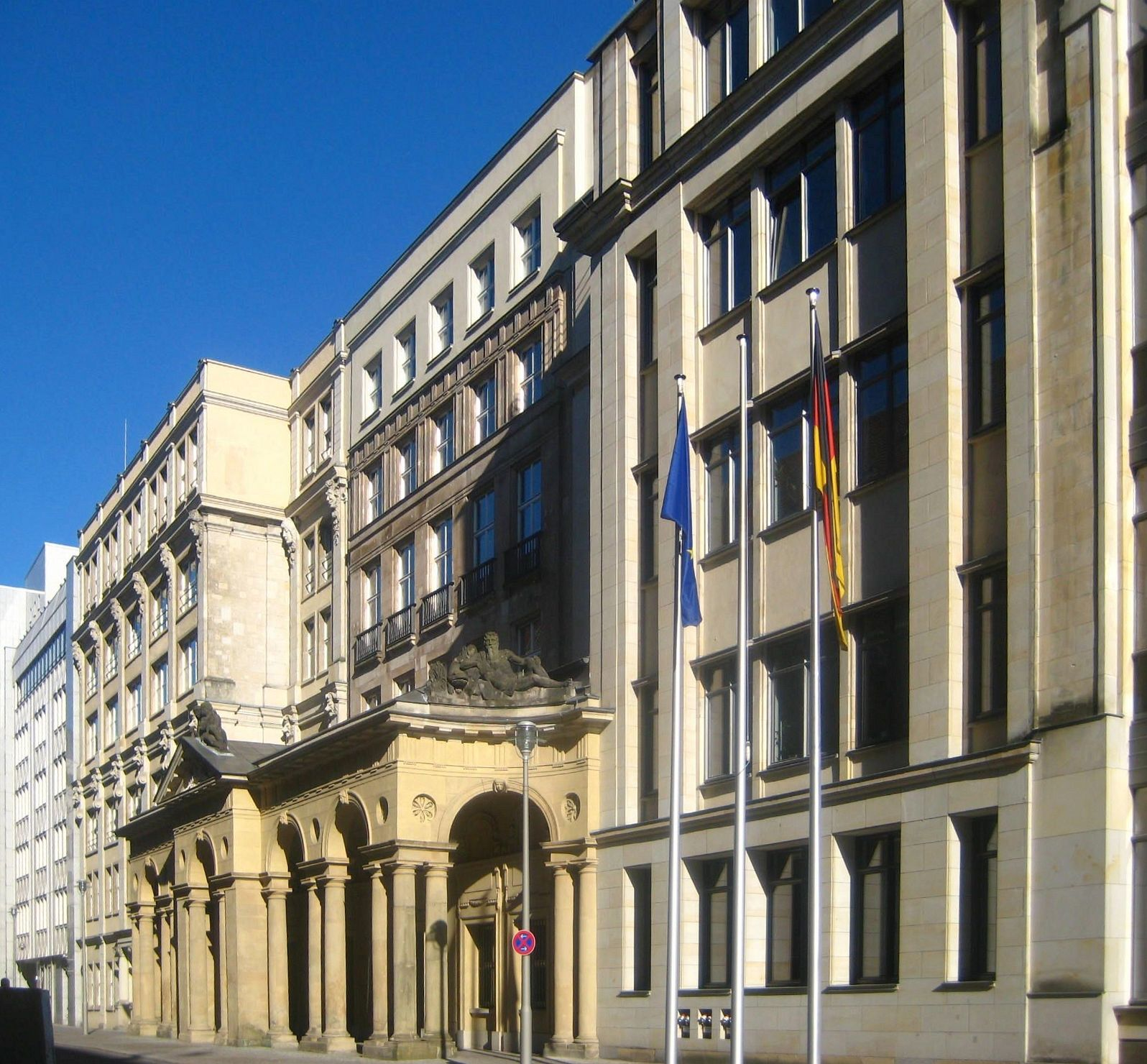
Hauptsitz des Bundesministeriums der Justiz in der Mohrenstraße in Berlin. Es handelt sich um das ehemalige Geschäftshaus Prausenhof, das in der DDR als Internationales Pressezentrum diente, in welchem Günter Schabowski am 9. November 1989 den Mauerfall einleitete; vorne die Mohrenkolonnaden

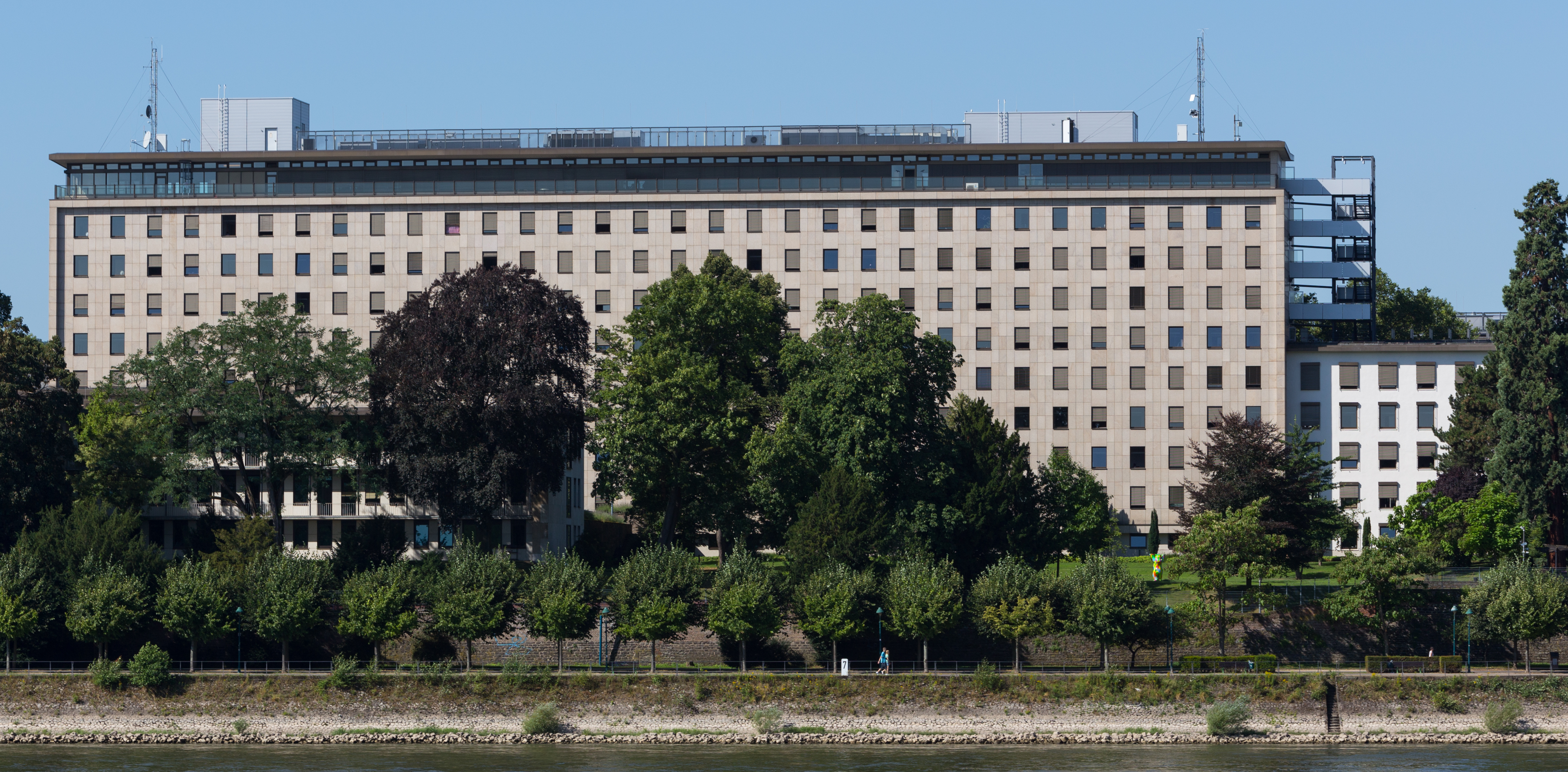
Zweitsitz des BMJV in Bonn

Oberster Dienstvorgesetzter im Ministerium ist der Bundesminister. Diesem stehen Staatssekretäre zur Seite.
Das Bundesjustizministerium ist innerhalb der Bundesregierung gemeinsam mit der Bundesministerium des Innern für das Verfassungsrecht federführend zuständig. Im föderativen System Deutschlands ist die Verwaltung der Justiz, Rechtspflege und Strafverfolgung in erster Linie Sache der Bundesländer. Zentrale Aufgabe des Bundes auf dem Gebiet der Justiz ist die Sicherung und Fortentwicklung des Rechtsstaats. Diesem Ziel entspricht die gesetzgeberische Tätigkeit. Sie umfasst die Vorbereitung neuer Gesetze und die Vorbereitung und Änderung oder die Aufhebung von Gesetzen in den klassischen Gebieten des Rechts, nämlich dem bürgerlichen Recht, dem Strafrecht, dem Handels- und Gesellschaftsrecht, dem Urheberrecht und dem gewerblichen Rechtsschutz, dem Gerichtsverfassungs- und Verfahrensrecht für die einzelnen Gerichtsbarkeiten (außer Arbeits- und Sozialgerichtsbarkeit) sowie dem Dienst- und Berufsrecht der Richter, Staatsanwälte, Rechtsanwälte und Notare. Ferner ist das Ministerium für die mit der Herstellung der Einheit Deutschlands erwachsenen Aufgaben im Bereich der strafrechtlichen, verwaltungsrechtlichen und beruflichen Rehabilitierung und der „offenen Vermögensfragen“ zuständig. Das Ministerium prüft ferner bei allen von anderen Ministerien vorbereiteten Gesetzes- und Verordnungsentwürfen die Rechtsförmlichkeit, um zu gewährleisten, dass die gesetzlichen Regelungen mit dem Grundgesetz vereinbar sind. Seit 2013 bis zur Regierungsneubildung im Dezember 2021 war dem Ministerium zudem der rechtliche und wirtschaftliche Verbraucherschutz zugeordnet, welcher bis zu diesem Zeitpunkt dem Bundesministerium für Ernährung, Landwirtschaft und Verbraucherschutz unterstellt war. Im Kabinett Scholz wurde die Zuständigkeit für den Verbraucherschutz auf das Umweltministerium übertragen, im Gegenzug erhielt das BMJ die Zuständigkeit für Bürokratieabbau und den Nationalen Normenkontrollrat vom Bundeskanzleramt. Im Kabinett Merz wurde das Ministerium wieder als Bundesministerium der Justiz und für Verbraucherschutz bezeichnet. Es erhielt aus dem Geschäftsbereich des Bundesministeriums für Umwelt, Klimaschutz, Naturschutz und nukleare Sicherheit die Zuständigkeiten für „den Verbraucherschutz“, „die Verbraucherpolitik, insbesondere den Verbraucherschutz im digitalen Raum bei Waren und Produkten, Online-Handel oder Online-Geschäften“, „die Verbrauerrechtsdurchsetzung“ und „das Verbraucherinfomationsgesetz“.
Das Ministerium ist Herausgeber der Veröffentlichungsorgane Bundesgesetzblatt und Bundesanzeiger und bereitet die Wahl der Richter des Bundesverfassungsgerichts und der Richter an den obersten Gerichtshöfen des Bundes vor.
Zum Geschäftsbereich des Ministeriums gehören
- der Bundesgerichtshof in Karlsruhe mit zwei Strafsenaten in Leipzig,
- der Generalbundesanwalt beim Bundesgerichtshof in Karlsruhe mit der Dienststelle Leipzig,
- das Bundesamt für Justiz mit dem Bundeszentralregister in Bonn,
- das Bundesverwaltungsgericht in Leipzig,
- der Bundesfinanzhof in München,
- das Bundespatentgericht in München und
- das Deutsche Patent- und Markenamt (DPMA) in München mit den Dienststellen in Berlin und Jena.[14][15][16]

Außerdem ist es für das Verfahrensrecht und die Regelungen zur Organisation und Zuständigkeit der Gerichte in zivil-, straf-, verwaltungs- und finanzgerichtlichen Prozessen zuständig.

### Europäische Union und internationale Aspekte
Der Bundesjustizminister ist Teil der Gesetzgebung der Europäischen Union im Rahmen des Ministerrates für Justiz und Inneres.
Während in Deutschland eine strikte Trennung zwischen Gefahrenabwehr (präventiver Gewalt → Innenministerium) und Strafverfolgung (repressiver Gewalt → Justizministerium) stattfindet, bestehen in einigen Staaten keine derartigen Trennungen. In Großbritannien wird die Strafverfolgung und die Gefahrenabwehr unter den Secretary of State for the Home wahrgenommen. In den Vereinigten Staaten heißt der Justizminister Attorney General. Im US-amerikanischen System besteht keine Trennung zwischen Strafverfolgungsaufgaben und der Gefahrenabwehr. Sowohl dem Justizministerium (United States Department of Justice) als auch dem neugeschaffenen Department of Homeland Security und diversen anderen Ministerien sind sowohl Strafverfolgungsbehörden als auch Gefahrenabwehrdienste (Intelligence Services) unterstellt.
Das BMI ist zusammen mit dem BMJ federführend für die verfassungsrechtliche Prüfung nach Art. 59 GG zuständig. Das bedeutet, dass alle völkerrechtlichen Verträge der Bundesregierung und aller Ressorts insbesondere dahingehend überprüft werden, ob für die innerstaatliche Anwendung ein Vertragsgesetz notwendig ist.

## Bundesminister seit 1949
Nachdem Fritz Neumayer das Kabinett verlassen hatte, übernahm der damalige Bundesminister für Angelegenheiten des Bundesrates Hans-Joachim von Merkatz auch das Justizministerium und führte kurzzeitig bis zur Bundestagswahl 1957 zwei Ressorts.
| Nr.                                                 | Bild                      | Name                               | Lebensdaten               | Partei                    | Beginn der Amtszeit       | Ende der Amtszeit         | Dauer der Amtszeit in Tagen | Kabinett(e)                      |
| Bundesminister der Justiz                           | Bundesminister der Justiz | Bundesminister der Justiz          | Bundesminister der Justiz | Bundesminister der Justiz | Bundesminister der Justiz | Bundesminister der Justiz | Bundesminister der Justiz   | Bundesminister der Justiz        |
| --------------------------------------------------- | ------------------------- | ---------------------------------- | ------------------------- | ------------------------- | ------------------------- | ------------------------- | --------------------------- | -------------------------------- |
| 1                                                   |                           | Thomas Dehler                      | 1897–1967                 | FDP                       | 20. September 1949        | 20. Oktober 1953          | 1.491                       | Adenauer I                       |
| 2                                                   |                           | Fritz Neumayer                     | 1884–1973                 | FDP                       | 20. Oktober 1953          | 16. Oktober 1956          | 1.092                       | Adenauer II                      |
| 3                                                   |                           | Hans-Joachim von Merkatz           | 1905–1982                 | DP                        | 16. Oktober 1956          | 29. Oktober 1957          | 378                         | Adenauer II                      |
| 4                                                   |                           | Fritz Schäffer                     | 1888–1967                 | CSU                       | 29. Oktober 1957          | 14. November 1961         | 1.477                       | Adenauer III                     |
| 5                                                   |                           | Wolfgang Stammberger               | 1920–1982                 | FDP                       | 14. November 1961         | 19. November 1962         | 370                         | Adenauer IV                      |
| 6                                                   |                           | Ewald Bucher                       | 1914–1991                 | FDP                       | 14. Dezember 1962         | 27. März 1965             | 834                         | Adenauer V Erhard I              |
| 7                                                   |                           | Karl Weber                         | 1898–1985                 | CDU                       | 1. April 1965             | 26. Oktober 1965          | 208                         | Erhard I                         |
| 8                                                   |                           | Richard Jaeger                     | 1913–1998                 | CSU                       | 26. Oktober 1965          | 30. November 1966         | 400                         | Erhard II                        |
| 9                                                   |                           | Gustav Heinemann                   | 1899–1976                 | SPD                       | 1. Dezember 1966          | 26. März 1969             | 846                         | Kiesinger                        |
| 10                                                  |                           | Horst Ehmke                        | 1927–2017                 | SPD                       | 26. März 1969             | 21. Oktober 1969          | 209                         | Kiesinger                        |
| 11                                                  |                           | Gerhard Jahn                       | 1927–1998                 | SPD                       | 22. Oktober 1969          | 7. Mai 1974               | 1.658                       | Brandt I Brandt II               |
| 12                                                  |                           | Hans-Jochen Vogel                  | 1926–2020                 | SPD                       | 16. Mai 1974              | 22. Januar 1981           | 2.443                       | Schmidt I Schmidt II Schmidt III |
| 13                                                  |                           | Jürgen Schmude                     | 1936–2025                 | SPD                       | 22. Januar 1981           | 1. Oktober 1982           | 617                         | Schmidt III                      |
| 14                                                  |                           | Hans A. Engelhard                  | 1934–2008                 | FDP                       | 4. Oktober 1982           | 18. Januar 1991           | 3.028                       | Kohl I Kohl II Kohl III          |
| 15                                                  |                           | Klaus Kinkel                       | 1936–2019                 | FDP (ab 1991)             | 18. Januar 1991           | 18. Mai 1992              | 486                         | Kohl IV                          |
| 16                                                  |                           | Sabine Leutheusser-Schnarrenberger | * 1951                    | FDP                       | 18. Mai 1992              | 17. Januar 1996           | 1.339                       | Kohl IV Kohl V                   |
| 17                                                  |                           | Edzard Schmidt-Jortzig             | * 1941                    | FDP                       | 17. Januar 1996           | 26. Oktober 1998          | 1.013                       | Kohl V                           |
| 18                                                  |                           | Herta Däubler-Gmelin               | * 1943                    | SPD                       | 27. Oktober 1998          | 22. Oktober 2002          | 1.456                       | Schröder I                       |
| 19                                                  |                           | Brigitte Zypries                   | * 1953                    | SPD                       | 22. Oktober 2002          | 28. Oktober 2009          | 2.563                       | Schröder II Merkel I             |
| 20                                                  |                           | Sabine Leutheusser-Schnarrenberger | * 1951                    | FDP                       | 28. Oktober 2009          | 17. Dezember 2013         | 1.511 (insg. 2.850)         | Merkel II                        |
| Bundesminister der Justiz und für Verbraucherschutz |                           |                                    |                           |                           |                           |                           |                             |                                  |
| 21                                                  |                           | Heiko Maas                         | * 1966                    | SPD                       | 17. Dezember 2013         | 14. März 2018             | 1.548                       | Merkel III                       |
| 22                                                  |                           | Katarina Barley                    | * 1968                    | SPD                       | 14. März 2018             | 27. Juni 2019             | 470                         | Merkel IV                        |
| 23                                                  |                           | Christine Lambrecht                | * 1965                    | SPD                       | 27. Juni 2019             | 8. Dezember 2021          | 895                         | Merkel IV                        |
| Bundesminister der Justiz                           |                           |                                    |                           |                           |                           |                           |                             |                                  |
| 24                                                  |                           | Marco Buschmann                    | * 1977                    | FDP                       | 8. Dezember 2021          | 7. November 2024          | 1065                        | Scholz                           |
| 25                                                  |                           | Volker Wissing                     | * 1970                    | parteilos                 | 7. November 2024          | 6. Mai 2025               | 180                         | Scholz                           |
| Bundesminister der Justiz und für Verbraucherschutz |                           |                                    |                           |                           |                           |                           |                             |                                  |
| 26                                                  |                           | Stefanie Hubig                     | * 1968                    | SPD                       | 6. Mai 2025               | Im Amt                    | 105                         | Merz                             |

## Parlamentarische Staatssekretäre
- 1969–1974: Alfons Bayerl (SPD)
- 1974–1982: Hans de With (SPD)
- 1982–1983: Hans Hugo Klein (CDU)
- 1983–1987: Benno Erhard (CDU)
- 1987–1991: Friedrich-Adolf Jahn (CDU)
- 1991–1993: Reinhard Göhner (CDU)
- 1991–1998: Rainer Funke (FDP)
- 1998–2002: Eckhart Pick (SPD)
- 2002–2009: Alfred Hartenbach (SPD)
- 2009–2013: Max Stadler (FDP)
- 2013–2018: Ulrich Kelber (SPD)
- 2013–2021: Christian Lange (SPD)
- 2018–2021: Rita Hagl-Kehl (SPD)
- 2021–2024: Benjamin Strasser (FDP)
- 2024–2025: Johann Saathoff (SPD)
- seit 2025: Anette Kramme (SPD)
- seit 2025: Frank Schwabe (SPD)

## Beamtete Staatssekretäre
- 1949–1963: Walter Strauß (CDU)
- 1963–1966: Arthur Bülow
- 1967–1969: Horst Ehmke (SPD)
- 1969–1971: Hermann Maassen
- 1971–1982: Günther Erkel (SPD)
- 1982–1991: Klaus Kinkel (parteilos)
- 1991–1995: Ingo Kober
- 1996–1998: Heinz Lanfermann (FDP)
- 1998–2005: Hansjörg Geiger (parteilos)
- 2005–2009: Lutz Diwell (SPD)
- 2009–2014: Birgit Grundmann (FDP)
- 2014–2016: Stefanie Hubig (SPD)
- 2016–2019: Christiane Wirtz (SPD)
- 2013–2020: Gerd Billen (Grüne)
- 2019–2021: Margaretha Sudhof (SPD)
- 2020–2021: Christian Kastrop
- 2021–2025: Angelika Schlunck
- seit 2025: Eva Schmierer

## Frühere Ministerien
Frühere Ministerien mit ähnlichen Aufgaben waren:
- Reichsjustizamt 1877–1919 (Deutsches Kaiserreich)
- Reichsministerium der Justiz 1919–1945 (Deutsches Reich)
- Justizministerium der Deutschen Demokratischen Republik (1949–1990)